# サロマ湖の空
「サロマ湖の空」（サロマこのそら）は、日本の歌手・三田明が1969年9月5日に発売したシングル。

## 解説
- 本曲は、北海道北東部の北見市、常呂郡佐呂間町、紋別郡湧別町の3自治体に跨り、日本で3番目に大きな湖であるサロマ湖[1]を舞台とし、愛しながらも悲しい別れが待っている男女の姿を切々と歌っている。
- 三田は、1969年（昭和44年）の第20回NHK紅白歌合戦に6度目となる出場を果たし、本曲を歌唱した[2]。なお、三田にとっては2024年時点で最後の出場となっている。

## 収録曲
1. サロマ湖の空（SV-882）
作詞：山上路夫　作曲・編曲：吉田正
2. おしゃれな季節
作詞・作曲・編曲：吉田正